# ماسانوری تومیناگا
ماسانوری تومیناگا (انگلیسی: Masanori Tominaga؛ زادهٔ ۳۱ اکتبر ۱۹۷۵) کارگردان فیلم، فیلم‌نامه‌نویس، و تهیه‌کننده فیلم اهل ژاپن است.